# Gerda André
Gerda André (född Malmqvist), född den 21 november 1876 i Köpingebro, död den 16 maj 1960 i Stockholm, var en svensk operettsångerska och skådespelare.

## Biografi
André var en uppburen operettskådespelerska i Stockholm då hon sommaren 1910 lejdes av teater- och filmregissören Gustaf Linden att medverka i några av dennes filmproduktioner för Svenska Bio i Kristianstad. Hon gjorde här främst den kvinnliga huvudrollen i Regina von Emmeritz och Konung Gustaf II Adolf men hade också en mindre roll i Emigrant. Båda hör till de tidigaste svenska spelfilmerna.[källa behövs]
Gerda André var gift två gånger, den andra från 1908 till 1926 med operachefen Harald André.

## Filmografi
- 1910 – Regina von Emmeritz och Konung Gustaf II Adolf

Porträtt av skådespelaren Gerda André 1910-tal. Fotograf: Atelier Jaeger

- 1910 – Emigrant

### Fotnoter
1. ↑  ”Gerda André”. Svensk Filmdatabas. http://www.sfi.se/sv/svensk-filmdatabas/Item/?type=PERSON&itemid=57381&ref=%2ftemplates%2fSwedishFilmSearchResult.aspx%3fid%3d1225%26epslanguage%3dsv%26searchword%3dGerda+Andr%C3%A9%26type%3dPerson%26match%3dBegin%26page%3d1%26prom%3dFalse. Läst 23 september 2012.
2. ↑  Harald André i Vem är det 1963